# Murs (Indre)

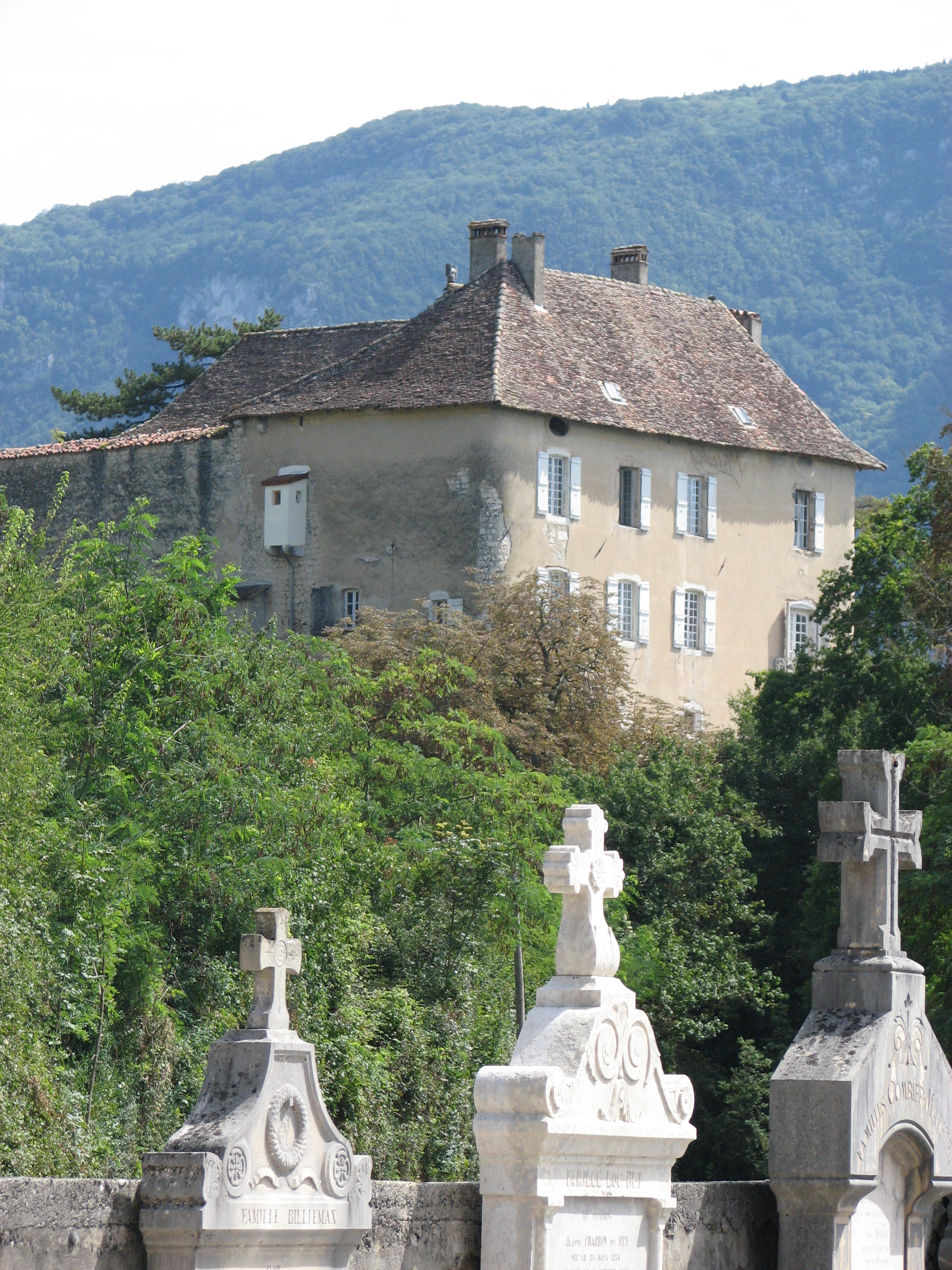
Kasteel

Murs is een gemeente in het Franse departement Indre (regio Centre-Val de Loire) en telt 120 inwoners (2009). De plaats maakt deel uit van het arrondissement Châteauroux.

## Geografie
De oppervlakte van Murs bedraagt 21,4 km², de bevolkingsdichtheid is dus 5,6 inwoners per km².

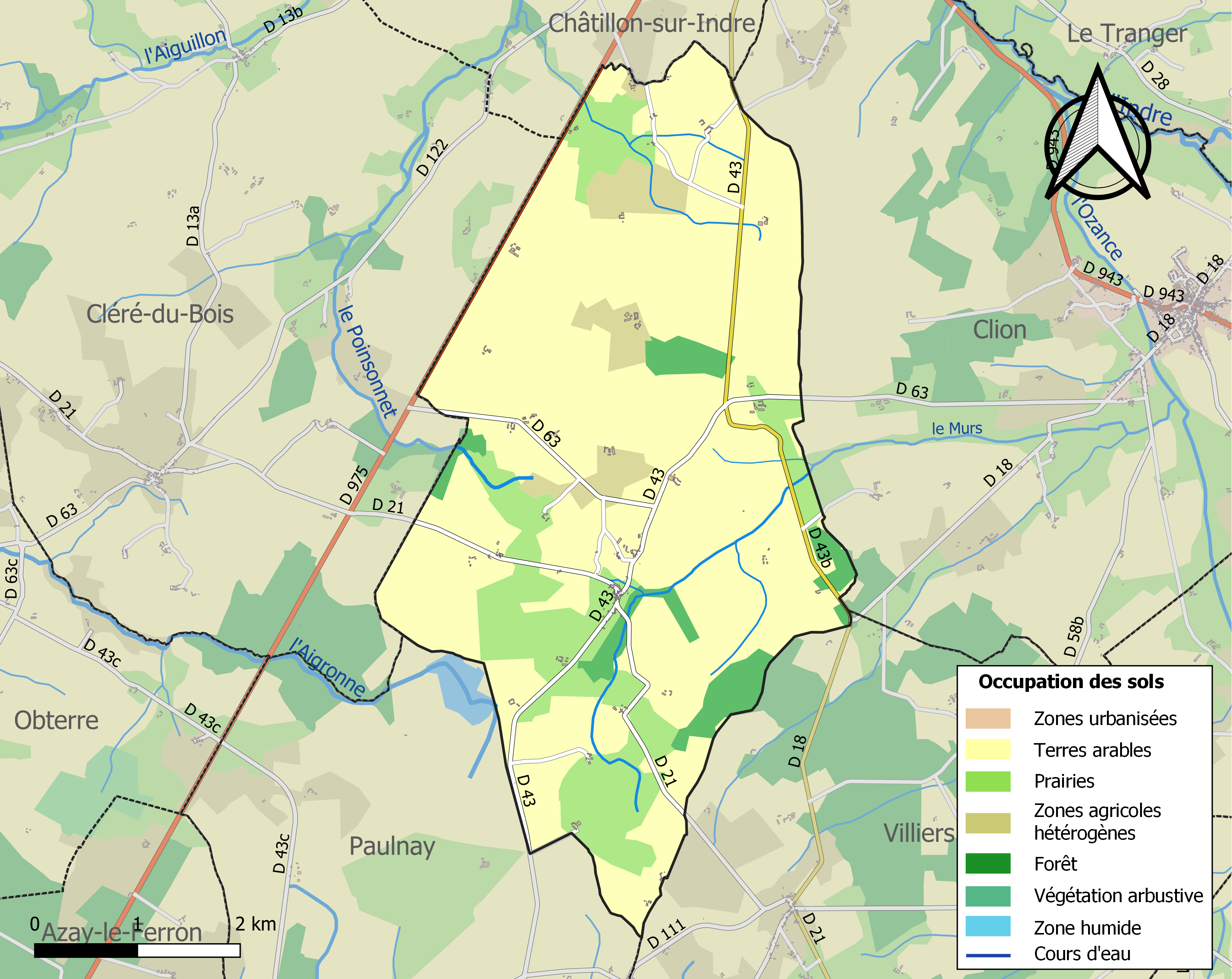
Kaart van de gemeente met de belangrijkste infrastructuur, bodemgebruik en omliggende gemeenten

## Demografie
Onderstaande figuur toont het verloop van het inwonertal (bron: INSEE-tellingen).